# ソウル国際車いすマラソン
ソウル国際車いすマラソン（ソウルこくさいくるまいすマラソン、英: Seoul International Wheelchair Marathon）は、1992年から大韓民国で開催されている車いすマラソン大会である。

## 概要
1992年に大邱広域市（テグこういきし）において国内大会として始められ、1999年から国際大会として開催されている。2004年からは、ソウル特別市に会場が移され、1988年のソウルオリンピックのメインスタジアムとなった蚕室総合運動場をフィニッシュ地点とした。2005年からIPCの公認を得ている。なお、マラソンの優勝者には500万ウォンの賞金が支払われる。
2004年、2005年には笹原廣喜が2位に、2006年に久保恒造が3位に入っており、ハーフでは廣道純が2006年、2008年、2010年、2011年に優勝している。その他にも、日本人が多く参加している。

## 近年の優勝者
- 2011年 マルセル・フグ（スイス）
- 2010年 洞ノ上浩太（日本） 1:25:12
  - 2位 副島正純（日本） 1:25:13
  - 3位 山本浩之（日本） 1:25:14
- 2009年 カート・ファーンリー（オーストラリア）
- 2008年 エレンスト・ヴァン・ダイク（南アフリカ共和国） 1:21:46